# Marchantia crenata
Marchantia crenata är en bladmossart som beskrevs av Coe Finch Austin. Marchantia crenata ingår i släktet lungmossor, och familjen Marchantiaceae. Inga underarter finns listade i Catalogue of Life.